# ارباب آرزوها
ارباب آرزوها (به انگلیسی: Wishmaster) فیلمی در ژانر ترسناک و فانتزی است که در سال ۱۹۹۷ منتشر شد. این فیلم را رابرت کرتسمان کارگردانی کرد و مجری طرح آن وس کریون بود. پس از از موفقیت این فیلم، سه دنباله برای آن ساخته شد.

## خلاصه فیلم
در سال ۱۱۲۷ پیش از میلاد پادشاه ایران جنی را احضار می‌کند تا سه آرزویش را برآورده کند و …

## بازیگران
- تامی لورن
- کریس لمون
- جنی اوهارا
- تونی تاد
- رابرت انگلوند
- تد ریمی
- اندرو دیوف